# (296) Phaëtusa
(296) Phaëtusa ist ein Asteroid des inneren Hauptgürtels, der am 19. August 1890 vom französischen Astronomen Auguste Charlois am Observatoire de Nice entdeckt wurde.
Der Asteroid ist benannt nach Phaetusa, einer der Töchter von Helios und Klymene, die von Zeus nach dem Tod ihres Bruders Phaethon in Pappeln verwandelt wurden.

## Wissenschaftliche Auswertung
Eine Auswertung von Beobachtungen durch das Projekt NEOWISE im nahen Infrarot führte 2011 zu vorläufigen Werten für den Durchmesser und die Albedo im sichtbaren Bereich von 9,4 km bzw. 0,18. Nachdem die Werte nach neuen Messungen mit NEOWISE 2012 auf 6,5 km bzw. 0,38 geändert worden waren, wurden sie 2014 auf 8,2 km bzw. 0,25 korrigiert.
Photometrische Messungen des Asteroiden fanden erstmals statt vom 15. bis 29. November 2007, vom 18. bis 30. Dezember 2007 und vom 4. bis 18. März 2008, jeweils während vier Nächten mit einem Teleskop des Calvin College, Michigan, in Rehoboth, New Mexico. Für die drei Beobachtungsintervalle wurden aus den aufgezeichneten Lichtkurven Rotationsperioden des Asteroiden von 4,53845, 4,53804 bzw. 4,53926 h abgeleitet. Weitere Beobachtungen erfolgten vom 9. September bis 12. Oktober 2010 am Organ Mesa Observatory in New Mexico. Aus der während fünf Nächten aufgezeichneten Lichtkurve wurde eine Rotationsperiode von 4,5385 h bestimmt.
Die Auswertung von 5 vorliegenden Lichtkurven und weiteren Daten der Lowell Photometric Database führte in einer Untersuchung von 2016 erstmals zur Erstellung eines dreidimensionalen Gestaltmodells des Asteroiden für zwei alternative Positionen der Rotationsachse mit prograder Rotation und einer Periode von 4,53809 h. Im Jahr 2021 wurde aus archivierten Daten und photometrischen Messungen von Gaia DR2 erneut eine Rotationsachse mit prograder Rotation berechnet. Die Rotationsperiode wurde dabei zu 4,53808 h bestimmt.
Aus archivierten Daten des Asteroid Terrestrial-impact Last Alert System (ATLAS) aus dem Zeitraum 2015 bis 2018 konnte in einer Untersuchung von 2022 mit der Methode der konvexen Inversion eine Rotationsperiode von 4,53812 h bestimmt werden. Im Jahr 2023 wurde aus photometrischen Messungen von Gaia DR3 erneut ein dreidimensionales Gestaltmodell des Asteroiden für zwei alternative Rotationsachsen mit prograder Rotation und einer Periode von 4,53807 h berechnet.